# Штерн, Ирма
И́рма Штерн, также произносится, как Ирма Стерн, урожденная Ирма Анализе Штерн (англ. Irma Analize Stern; 2 октября 1894, Швейцер-Ренеке, Трансвааль — 23 августа 1966, Кейптаун, Южно-Африканская Республика) — южноафриканская художница, видная представительница течений постимпрессионизм и экспрессионизм, скульптор и керамист.

## Биография
Ирма Анализе Штерн родилась в северо-западной провинции Трансвааля в обеспеченной семье немецко-еврейских эмигрантов Самуэля и Хенни Штерн, прибывших на поселение в Южную Африку в 1886 году. Самуэль Штерн был владельцем небольшого магазина в округе Грааф-Рейнет, а позже стал успешным фермером в Швейцер-Ренеке. Англо-бурская война (1899—1902) оказала значительное влияние на семью. В 1899 году отец семейства был задержан британскими властями по подозрению в симпатии к бурам, в результате чего мать была вынуждена перевезти Ирму и её младшего брата Руди в Кейптаун. После освобождения отца в 1901 году семья на некоторое время переехала в Германию. В Южную Африку семья вернулась почти сразу после окончании войны в 1903 году, поселившись в городе Вольмаранстад. С этого времени в жизни будущей художницы начинается период частых путешествий между континентами, значительно расширивших и обогативших её мировоззрение и последующий творческий опыт.
В 1913 году Штерн покинула Южную Африку, чтобы изучать искусство в Веймарской художественной школе Великого Герцога Саксонского в Германии. Быстро разочаровавшись в преподавании, она перевелась в студию Левина-Функке в Берлине. Однако только после знакомства с Максом Пехштейном, ведущим участником немецкой экспрессионистской группы художников «Мост» (Die Brücke) и одним из основателей «Ноябрьской группы», она почувствовала, что нашла настоящего наставника. В 1918—1919 годах её работы были представлены на нескольких коллективных выставках художников-экспрессионистов в Германии. В мае 1919 года Пехштейн помог организовать её первую персональную выставку, состоявшую из 33 рисунков, в галерее Фрица Гурлитта в Берлине. В 1920 году Штерн возвращается в Южную Африку.

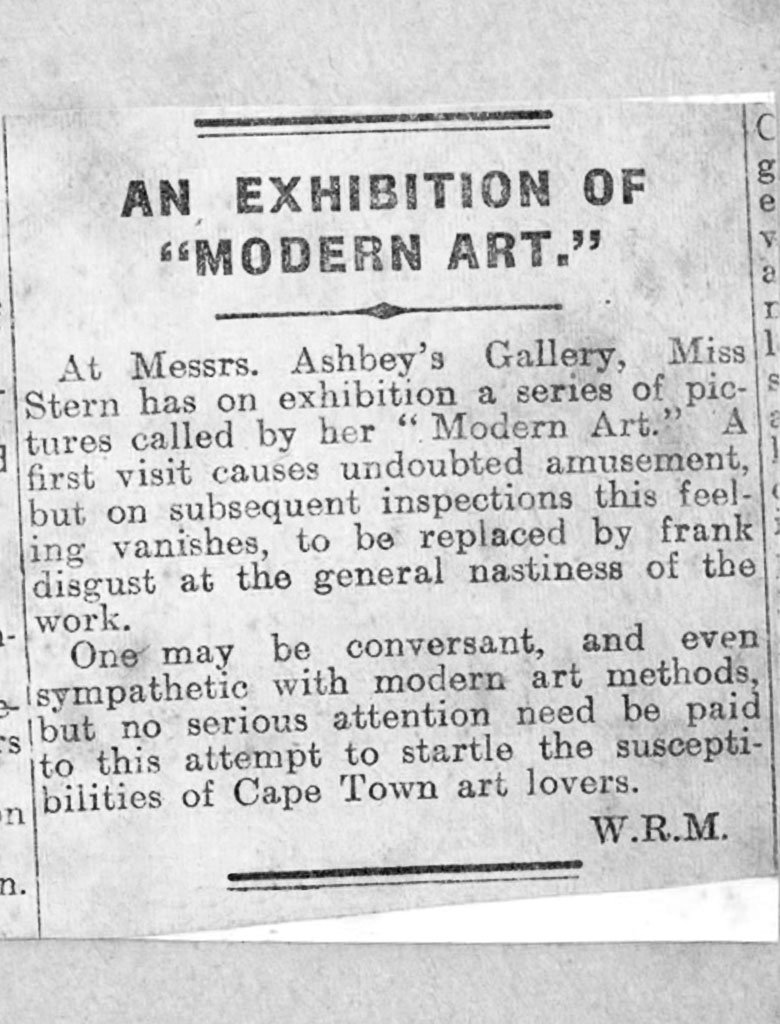
Один из газетных отзывов на первую выставку Ирмы Штерн в Кейптауне.

Первая выставка Штерн на африканском континенте состоялась в 1922 году в кейптаунcкой Ashbey’s Galleries. Приверженность экспрессионизму, использование сильной, но ограниченной цветовой палитры и яркий, энергичный стиль, а также интерес к так называемым «примитивным» африканским сюжетам были довольно холодно восприняты провинциальным обществом колониального Кейптауна. Работы получали оскорбительные отзывы, такие как «агонии маслом», «шизофренические вдохновения» и «оскорбление человеческого разума». После нескольких жалоб на непристойность выставленных картин было организовано специальное полицейское расследование. Штерн писала в своей короткой автобиографии:
Практически каждые два года я устраивала выставку в Кейптауне, а затем везла те же работы в Европу, где они выставлялись в ведущих галереях Парижа (у Билье), Амстердама (у ван Лиера), Гааги (у Клейкинга). В этот период издательством Klinkhardt & Biermann была выпущена монография о моём творчестве в серии «Junge Kunst» («Молодое искусство»). В той же серии вышли книги о Вламинке, Дерене, Мари Лорансен, Ван Гоге, Сезанне, Гогене и Пикассо.
В 1926 году Штерн вышла замуж за Йоханнеса Принца (1886—1942), своего бывшего наставника и профессора немецкого языка в Кейптаунском университете. Брак оказался крайне неудачным и завершился разводом в 1934 году. В 1927 году художница переезжает в поместье The Firs южного района Кейптауна Рондебош В этом доме она проживёт до самой своей смерти.
Штерн продолжила создавать обширное и самобытное культурное наследие, в дальнейшем переломив несправедливое отношение к своему творчеству. Как и предполагалось, первое признание последовало из Европы. В 1927 году художница становится лауреатом Почётного приза (Prix d’Honneur) на Международной выставке в Бордо. В 1929 году была выбрана представлять Южную Африку на Имперской художественной выставке в Лондоне. Постепенно стиль Штерн положительно оценили и на родине.
В 1931 году художница приехала на несколько месяцев на португальский остров Мадейра разобраться со своими же набросками и этюдами. Работы Штерн привлекли внимание нескольких отдыхающих из Лондона, результатом чего стала её первая шестинедельная выставка в Англии, в лондонской Foyles Gallery.
C установлением в Германии национал-социалистического строя связи семьи Штерн с Европой прерываются. Интересы художницы смещаются к путешествиям по Африке. Особое значение в её творчестве имели поездки на Занзибар в 1939 и 1945 годах, а также в Конго и Руанду в 1942 году, которые стали источником мощного подъёма и обозначили вершину её художественной карьеры. В то время как многие путешественники не решались проникать в «самую тёмную Африку», Штерн неделями исчезала в центральных районах континента, откуда возвращалась с выдающимися этнографическими и художественными зарисовками местных жителей. В круг её близких друзей того времени входили южноафриканские писатели еврейского происхождения, носители языковых традиций идиша Рахмиэль (Ричард) Фельдман и Довид Фрам.
В 1942 году в Претории была выпущена монография Джозефа Сакса «Ирма Штерн и Дух Африки».
Работы художницы были выбраны для представления Южной Африки на Венецианской биеннале в 1950, 1952, 1954 и 1958 годах.
На протяжении своей творческой карьеры Ирма Штерн была удостоена множества наград, включая грант Молтено за выдающиеся достижения в 1952 году. В 1960 году Штерн получила международную художественную премию Пегги Гуггенхайм, в 1963 году — премию Оппенгеймера за вклад в развитие искусства в Южной Африке. В 1965 году Южноафриканская академия наук и искусств наградила её медалью за живопись.
Скончалась 22 августа 1966 году, во время подготовки большой выставки её работ в лондонской Grosvenor Gallery. Выставка была открыта посмертно в 1967 году.
Ирма Штерн была плодовитым художником, и её произведения выставлялась как при жизни, так и посмертно. Кроме того, она была страстным коллекционером произведений искусства и артефактов, а её дом и собрание в Кейптауне стали музеем Ирмы Штерн в 1972 году. Работы художницы хранятся в общественных и частных коллекциях по всему миру, а её картины достигают значительных цен на рынке южноафриканского искусства. В 1995 году издана книга Мэрион Арнольд — «Ирма Штерн: Празднество для глаз», посвященная жизни и творчеству художницы.

## Выставки
Перечень выставок, на которых были представлены работы Штерн:
- 1919, 1923, 1927, 1932 — Галерея Фрица Гурлитта[англ.], Берлин, Германия
- 1920, 1921, 1922, 1925, 1926, 1929 — Ashbey’s Galleries, Кейптаун, Южная Африка
- 1925, 1927 — Galerie Goldschmidt[англ.], Бреслау, Германия
- 1925, 1929 — Galerie Goldschmidt, Франкфурт, Германия
- 1926 — Levson Gallery, Йоханнесбург, Южная Африка
- 1926 — Champion’s Art Gallery, Блумфонтейн, Южная Африка
- 1929 — Galerie le Triptyque, Париж, Франция
- 1927, 1929, 1932 — Galerie Billiet-Vorms, Париж, Франция
- 1928 — Galerie Themis, Брюссель, Бельгия
- 1929 — Galerie Nierendorf[англ.], Берлин, Германия
- 1929 — Kestner Gesellschaft[нем.], Ганновер, Германия
- 1929 — Galerie Würthle[англ.], Вена, Австрия
- 1930 — Galerie van Lier, Амстердам, Нидерланды
- 1930, 1932, 1935, 1937 — Galerie Kleikamp, Гаага, Нидерланды
- 1932 — Foyles Gallery, Лондон, Великобритания
- 1933, 1938 — MacFadyen Hall, Претория, Южная Африка
- 1933 — Lazard Galleries, Йоханнесбург, Южная Африка
- 1934 — Newlands House, Кейптаун, Южная Африка
- 1934 — University of Stellenbosch, Стелленбос, Южная Африка
- 1935, 1936 — Selwyn Chambers, Кейптаун, Южная Африка
- 1935, 1936 — The Criterion, Йоханнесбург, Южная Африка
- 1935, 1946 — Durban Art Gallery[англ.], Дурбан, Южная Африка
- 1937 — Cooling Galleries, Лондон, Великобритания
- 1937 — Leger Gallery, Лондон, Великобритания
- 1937, 1938 — Martin Melck House[англ.], Кейптаун, Южная Африка
- 1939 — Sun Buildings, Кейптаун, Южная Африка
- 1939 — Transvaal Art Gallery, Йоханнесбург, Южная Африка
- 1940, 1942, 1947, 1949, 1951, 1956 — Gainsborough Gallery, Йоханнесбург, Южная Африка
- 1941, 1942, 1943, 1944, 1945, 1946, 1947, 1948 — Argus Gallery,
- 1942 — Musée Ethnographique[фр.], Элизабетвиль, Конго
- 1945, 1946 — Bothner’s Gallery, Йоханнесбург, Южная Африка
- 1947 — Wildenstein[англ.], Париж, Франция
- 1948 — Kunst Kring, Роттердам, Нидерланды
- 1948 — Roland Browse & Delbanco, Лондон, Великобритания
- 1948 — Van Eeckmann, Велп, Нидерланды
- 1948 — Christie’s Gallery, Претория, Южная Африка
- 1949, 1950, 1951, 1952, 1953, 1954, 1955, 1957, 1958, 1961, 1963, 1964 — South African Association of Arts Gallery, Кейптаун, Южная Африка
- 1953, 1965 — Gallery Andre Weil, Париж, Франция
- 1955 — Van Schaik Gallery, Претория, Южная Африка
- 1955, 1960 — Galerie Wolfgang Gurlitt[англ.], Мюнхен, Германия
- 1956 — Stadt Gallerie, Линц, Австрия
- 1956 — Galerie Wassmuth, Берлин, Германия
- 1959 — Regency Gallery, Кейптаун, Южная Африка
- 1959 — Albini Gallery, Кейптаун, Южная Африка
- 1960 — Stadtische Gallerie, Зальцбург, Австрия
- 1960 — Staat Gallerie[англ.], Берлин, Германия
- 1961 — Fielding Gallery, Йоханнесбург, Южная Африка
- 1962 — Lidchi Gallery, Кейптаун, Южная Африка
- 1965 — Walter Schwitter Gallery, Претория, Южная Африка
- 1966 — Wolpe Gallery, Кейптаун, Южная Африка
- 1967 — Grosvenor Gallery[англ.], Лондон, Великобритания
- 1968 — Rembrandt Art Centre, Йоханнесбург, Южная Африка